# Biermont
Biermont – miejscowość i gmina we Francji, w regionie Hauts-de-France, w departamencie Oise.
Według danych na rok 1990 gminę zamieszkiwały 133 osoby, a gęstość zaludnienia wynosiła 34 osoby/km² (wśród 2293 gmin Pikardii Biermont plasuje się na 864. miejscu pod względem liczby ludności, natomiast pod względem powierzchni na miejscu 976.).